# 宇宙空母ブルーノア
『宇宙空母ブルーノア（うちゅうくうぼブルーノア）』は、1979年10月13日から1980年3月29日まで讀賣テレビ放送系列で全24話が放送された、SFアニメである。アカデミー制作が制作し、その社長であった西崎義展が企画・原案を担当した。
第1話が2時間SPだったため、地域によっては全27話。また、再放送でも全27話である。

## 概要
大ヒットした『宇宙戦艦ヤマト』を製作したことで知られる、西崎義展が率いた「アカデミー制作」の企画・原案・製作による海洋冒険・戦争SFアニメ。日本のほか、イギリス・イタリア・ギリシャ・スウェーデン・スペイン・中東・フィンランド・北米・ロシア等でも放送された。英語圏でのタイトルは“THUNDERSUB”。
『宇宙戦艦ヤマト』がシリーズとしてまだ展開中だった時期の作品で、ヤマトの成功を追ったポスト・『宇宙戦艦ヤマト』の1作とみなされている。東映の飯島敬以下、東映動画のスタッフが大挙参加している。
『宇宙戦艦ヤマトシリーズ』の絵コンテ・原画を担当した安彦良和も企画時に参加していたものの、同じ年に放送された『機動戦士ガンダム』のキャラクターデザインとアニメーションディレクター（総作画監督）に専念すべく降板した。
タイトルの空母ブルーノアよりも、主人公が乗艦する潜水艦シイラがクローズアップされる事が必然的に多く、ブルーノアはむしろシイラの移動基地といったポジションである。また、空母ブルーノアが宇宙空母となるのは物語終了間際であり、物語のほとんどは地球上の海を舞台にしている。
これはそもそも「今度は海洋ものをやりたい」との西崎義展の希望により、『宇宙戦艦ヤマト』のような宇宙ものではなく、田中光二のSF海洋冒険小説『わが赴くは蒼き大地』を企画の出発点にしたからである。海洋冒険SFとしては、科学ライターの金子隆一によるSF考証もありそれなりに良い出来であるとして、いわゆるポスト・ヤマト作品の中では比較的高い評価を受けている。キャラクターデザイナーと脚本は同じく西崎が製作した海洋もの『海のトリトン』で担当した羽根章悦と松岡清治。
ちなみに宇宙空母とあるのは「海洋ものだけでは上層部が企画を通さないだろう」と関係者が諌めたことによるものと言われている。
アニメソング歌手の水木一郎が、ブルーノア第二航空隊長・飛鷹翔役で声優に初挑戦している。逆に主題歌にはアニメソング歌手でなく、アイドルだった川崎麻世を起用した。
第1回の放送は、2時間枠の『土曜スペシャル』の形で放送するという、テレビアニメとしては力の入ったスタートを切ったが、全39話の予定が全24話に短縮され、無理矢理まとめるかのような形で放送を終えた。

### 設定
本作の時代設定は、初期設定では1999年7月だった。これは「ミシェル・ノストラダムス師の予言集」（百詩篇）第10巻72番の詩にある「1999年第7の月、天空より恐怖の大王舞い降りる。その間、マルスは人類の幸福の名において支配を続けるだろう」から来ていると推測されるが、公式設定及び劇中では2052年となっている。
ゴドム人工惑星が地球衛星軌道上に静止した事により、ポールシフトなどの天変地異が発生した結果、アジアとオーストラリアが地続きになったり、中央アメリカが水没して海峡（18話タイトルの「アメリカ海峡」）になってしまったりしている。なお、最終回でポールシフトは元に戻っている。地球連邦の首都は東京にあり、主人公たちはそこから脱出してイオノクラフトで小笠原諸島へ向かった。初期設定でブルーノアは「マルス」という組織に所属していた。
宇宙戦艦ヤマト登場の架空艦船とその戦術は第二次世界大戦以前のそれをモチーフにしていたが、本作では現用艦船のハイテク戦争の色彩が濃い。無人偵察機「短距離ドローン」「長距離ドローン」、対空用バルカン砲、涙滴型の潜水艦などは、その典型といえる。
なお、放映中に刊行された資料の人物設定ではゴドム宇宙艦隊の司令官として能力面、性格面で特色のある人物が幾人か紹介されており、本来予定された39話分の終盤で、宇宙に出たブルーノアとゴドム艦隊との熾烈な戦いが予定されていた事がうかがえるが、その粗筋さえ非公開のままとなった。
またヤマトとの差別化の為か、ヤマトでは登場人物同士を一部（森雪など）を除いて名字呼びする（主人公の古代進を「古代」と呼ぶ）のに対し、作中では主要人物は、一部や年長者を除いて名前呼びする（例：主人公の日下真の場合、「日下」ではなく、「真」と呼ぶ。）違いがある。

## ストーリー
2052年、外宇宙から飛来したゴドム人工惑星の突然の地球周回軌道上への停止による天変地異と、ゴドム人の侵攻によって、地球は占領され人類は総人口の9割を失った。生き残った者達は地球救出組織「マルス」を結成。世界の9箇所に抵抗拠点「ポイント」を置く。
日本・小笠原の海洋開発研究センター（ポイントN1）で密かに建造されていた戦略空母「ブルーノア」は、人類の危機に当たり完成率9割の状態で進水。ゴドムが太平洋各地に建設した基地を破壊し、ゴドムから地球を解放するために出撃する。
その途上、大西洋・バミューダ沖海底の原子物理学研究センター・ポイントN9が無事である事が判明。そこで建造中の反重力エンジンを装備して、宇宙空母となって軌道上の人工惑星ゴドムを撃退するべく、ブルーノアはポイントN9を目指す。
主人公・日下真は、廃墟で知り合った少女・土門慶（ケイ）や、友人の和泉洋らとともに、ゴドムの攻撃で壊滅した首都を脱出し、ポイントN1に辿り着く。密かにブルーノア建造に参加していた真の父が死ぬ間際に「そこに地球の未来がある」と言い残した。進水のきっかけ（艦橋の音声入力装置から船の名を呼ぶ事が起動キーになっていた）となった彼らは、小型潜水艦シイラの乗員となり、シイラの清水艦長、ケイの父でもあるブルーノアの土門艦長らの厳しい指導を受け、ドメニコ、飛鷹、カピラらの仲間達と共にゴドムと戦う。

## 登場人物
本作の声優陣はほとんどが青二プロダクションから起用されている。

### 地球側
日下 真（くさか しん）
声 - 古谷徹
ブルーノアの設計者の日下博士の一人息子で、科学校の元学生。ゴドムの襲撃で両親を喪い、父親からの遺言と、託されたペンダントで生き残った学友達とケイと共に、ポイントN1に向かい、そこでブルーノアを起動させる。
ブルーノアの正規乗員になる事を土門に直訴し、その後シイラ乗員となって、 ミサイル担当官及びシイラ副長となる。若さ故の無鉄砲さを見せる事もあるが、土門と清水の指揮や戦いを見ながら、仲間達と激戦を戦い抜いていく中で成長していく。清水戦死後の第17話よりシイラ艦長代理、第21話より宇宙空母ブルーノア戦務長となる。
テレビマガジンなど当時の書籍では名前を「まこと」と誤ってルビがふられていた。
土門 慶（ケイ）
声 - 川島千代子
土門の娘で自分よりも他人や知人が傷つく事に心を痛める清楚な心を持つ美少女。ゴドムの戦火で弟達とはぐれて茫然自失な状態な中で真達と出逢い、共にポイントN1に向かって、同じくブルーノア乗組員を志願する。シイラのクルーというだけではなく、桜町やファラの助手として医療看護も手がけ、のちシイラ魚雷も担当。ブルーノアの宇宙空母改装後は乗員リストから外されていたが、ドメニコの戦死に触発され、平賀艦に乗り込む。
父の仕事が多忙でなかなか帰宅できず、母が危篤の時に戻っては来ず、弟達と自分を助けには来てくれなかった父への憎しみと蟠りを抱いていたが、最終戦で父が瀕死となった時にようやく和解する。
真に好意を抱いているが、地球の現状と、ブルーノアの戦いの状況下で、それを口に出す事は無い。
土門 鋭（どもん えい）
声 - 柴田秀勝
ブルーノア艦長、のち宇宙艦隊司令を兼任し、厳しい状況化の中でも決して諦めず、強靱な意志と粘り強さに、冷静沈着さをひたすら強く持ち続けて勝利を信じて行動する鉄の男で、他人に厳しいが、自身には更に厳しい態度で臨む事でブルーノア乗員は元より、マルス全体からの信望も篤い。
ケイの父であるが、私情より任務を常に優先する性格故に、妻の危篤と息子達の行方不明の時に来てくれなかった事で、溝を造ってしまっていた。最終戦のユルゲンスとの一騎打ちで艦橋部に直撃を受けた爆風で致命傷を負い、勝負がついた後、ケイに介抱され、ようやく父娘の関係が修復する中、ゴドムが倒れた事で安堵して息を引き取る。
清水 忠治（しみず ちゅうじ）
声 - 伊武雅之
ブルーノア戦務長、のちシイラ艦長。
真達を厳しく指導し、一人前の乗員に鍛え上げた熱血漢。真達には土門と並んで厳しくも頼りになる人物となっていたが、北極のゴドム基地攻撃から撤退する際に、防潜網にかかったシイラを救う為、真に指揮と後を託し、自らは水中戦闘機と共に散る。
その北極地攻撃前には、ケイに土門が危篤の妻を見とれなかった責任は、休暇で婚約者との結婚に向かった自分を行かせてくれた為だと語る。
和泉 洋（いずみ ひろし）
声 - 村山明
眼鏡を掛けた真の学友、のちシイラ操舵手、第21話より宇宙空母ブルーノア航海長。
真と同じく、ゴドム襲来で家族を全員喪って、ポイントN1でブルーノアクルーとなった。やや神経質な性格。
田村 道郎（たむら みちろう）
声 - 千葉繁
真の学友、のちシイラ レーダー手、第21話より宇宙空母ブルーノア探知・識別長。
レーダーやドローンなどを駆使して、ゴドム情報を伝えるシイラの目ともいうべき役割を担った。
三好 勝彦（みよし かつひこ）
声 - 徳丸完
真の学友、のちシイラ乗組員、第21話より宇宙空母ブルーノア エネルギー兵器担当長。
シイラ、ブルーノアにとって、縁の下の力持ちという存在。
井上 達也（いのうえ たつや）
声 - 堀秀光
真の学友、のちシイラ乗組員で、武器管制を行う。
最終戦でブルーノアにも乗り込む。
河内山 健太（こうちやま けんた）
声 - 大竹宏
真の学友、のちシイラ乗組員。
第2０話のユルゲンス戦で負傷し、ヤコペッティの犠牲で救われたものの、ブルーノアに乗ることは出来なかった。
平賀 一臣（ひらが かずおみ）
声 - 徳丸完
ブルーノア科学技術部長兼戦務長、のち宇宙護衛艦1番艦艦長。
科学や兵器への知識や見識に詳しく、土門の片腕とも呼べる存在。最終決戦でブルーノア乗組員から外されたケイの密航を許して乗艦させた。
松倉 征士（まつくら せいじ）
声 - 佐藤正治
ブルーノア航海長、のち宇宙護衛艦2番艦艦長。
ブルーノアにとって無くてはならない人物だったが、宇宙戦で戦死する。
中平 卓（なかひら たく）
声 - 千葉繁
ブルーノア情報通信長/通信情報長/通信情報担当官、のち宇宙護衛艦3番艦艦長。

島貫 文蔵（しまぬき ぶんぞう）
声 - 大竹宏
ブルーノア機関長。
ブルーノアのエンジンだけではなく、兵器などの整備や開発も行う。
ドメニコ
声 - 古川登志夫
マルスの一員でバミューダから飛来、後に一航空隊長となり、戦闘ヘリバイソンを操縦する。
地球の危機を憂いており、多少の無理や、犠牲があっても、ポイントN9に向かう事が最優先だと主張していたが、土門達からそれを宥められる事もあった。
第20話で肉親と再会するも、第2１話でバイソン隊長としてサハラ地球総督府攻撃を指揮するが、敵要塞を倒す為に要塞の急所にバイソンもろとも飛び込んで玉砕する。
飛鷹 翔（ひだか しょう）
声 - 水木一郎
第二航空隊長、第21話より宇宙攻撃機隊長。父親は昆虫学者で、ポナペ島で事故死しており、その時にガイド役をしていたカピラとタラに出逢って以来、二人や父への想いを強くしている。
パイロットとしての腕は良いが、それだけではなく、カピラ、タラの事を気遣い、第9話では真っ先に救助隊に志願している。17話ではシイラに補給物資を空輸する役割を担った。
ヤコペッティ
声 - 矢田耕司
料理長/コック長。
陽気な性格で、一同のムードメーカー。ブルーノア乗員の健康と精神の為に、自慢の料理を振る舞っている。
しかし、第2０話のユルゲンスの潜水艦との戦いで、自らも清水の弔い合戦に勇んでシイラに乗り込むが、負傷した健太を救う為にサヨコと健太を逃がして、自らは隔壁を閉じ、溺死する。
桜町 小夜子（さくらまち さよこ）
声 - 山本圭子
ブルーノア船医長で、眼鏡をかけた恰幅の良い夫人。やや荒っぽいが、医者としての腕前は確かな模様。
乗員の健康管理や治療だけではなく、ケイを助手として負傷者の手当に当たったり、ファラに協力したりと、いう重要な役割を担った。
サヨコ
ヤコペッティの飼い犬。メスでボクサーとマスティフのミックス（ノベルズでは秋田犬）。上陸行動等ではしばしばゴドム兵に襲い掛かり、その宇宙服のエアパイプを食いちぎってゴドム人を絶命させている。
主人の死の際、その遺体に縋っていた。
医師
声 - ?
桜町医長の部下、第13話に登場。
カピラ
声 - ?
クエゼリン島の元・海底牧場職員で、のちブルーノア乗組員。
ゴドムの攻撃で家族や知り合いを失い、恋人のタラと共にいつか元の平和な島を造りだそうと願っていた。第5話では真の案内役を務め、第7話では魚雷に乗ってまでタラと元の島に戻りたい決意を見せていた。
第9話でゴドムの攻撃で負傷し、捕らえられるところを救出され、片足義足となりながらも、リハビリで克服した。
タラ
声 - 松沢和子
カピラの恋人、のち妻。
第7話で故郷への思いから一時カピラと共にブルーノアを離れるが、第9話でカピラと共に負傷したところをゴドムに捕らえられるところを真達に救われ、カピラ同様に回復した。
ファラ・アルヌール
声 - 中谷ゆみ
フランス人生物学者、元・ポイントN4の遺伝子研究員、のちブルーノアの遺伝子保存責任者。
亡き夫の野生動物保全の遺志を継いでおり、その研究と地球再生に情熱と生涯を傾けている。第13話では赤潮兵器で多くの乗員が動けなくなった際、ケイ、桜町との協力で赤潮バクテリアを抹殺するワクチンを生み出して、ブルーノアの窮地を救った。
バミューダでは奇跡的に生きていたものの、記憶を失っていたケイの弟達の治療を行った。
ロバート
声 - ?
ファラの同僚の研究員。
ファラと共にオーストラリア大陸で動物の遺伝子保全を手伝っていたが、ゴドムの攻撃で死亡する。
加倉井（かくらい）司令官
声 - 伊武雅之
第20話から登場するバミューダポイントN9の司令官。ブルーノア改造を命じ、宇宙へと飛び立ったのを見届けた後も、地球で指揮を採り続ける。
日下 健次郎（けんじろう）
声 - 宮内幸平
ブルーノア設計者で、真の父の物理科学者。
日本へ戻った時に、ゴドムの攻撃で死亡。真に「ポイントN１に向かえ」という遺言とペンダントを託した。
岩瀬
声 - 戸谷公次
日下博士の助手、運転手。
地球連邦大統領
声 - 北川国彦
土門 道子（みちこ）
声 - ?
ケイの母。
夫の仕事の大切さを理解していたが、ケイの看護の甲斐なく息を引き取る。その母の死が、ケイに父への不信を抱かせる事になってしまった。
土門 保（たもつ）
声 - ?
ケイの弟で良の兄。
ゴドムの攻撃でケイと良と共に逃げ惑っていたが、ケイと離れてしまい、バミューダのポイントN9で父やケイと再会するものの、ゴドム襲撃によるショックで良と共に記憶を失ってしまった。
土門 良（りょう）
声 - ?
ケイと保の弟。
戦火で保と共にケイとはぐれ、ポイントN9に収容され、そこで保と一緒にファラの治療を受けることとなり、無事に回復していった。
日下真の母
声 - ?
ブルーノア 制御コンピューター
声 - ?
カガ
声 - ?
第13話で食中毒の松倉に代わってブルーノアの操舵手を代行。
トダ
声 - ?
第13話でブルーノアに広まった食中毒ウィルスの分析・報告。
イナ?
声 - ?
漢字不明、ブルーノア ミサイル担当官。
ブルーノア ダメージコントロール担当官
声 - ?
第1話でゴドムのカメラアイ内蔵の隕石を発見・分析した科学者たち。
声 - ?
ヒポリ
声 - ?
第19話、アマゾンの開拓村の警備隊長。
長老
声 - 矢田耕二
第19話、「アマゾンの主」の異名を持ち、湖に迷い込んだブルーノアに道案内を行う。設定では東洋人で吉田（集英社のノベルズ版では「吉田清博」で、現地語では「ロペス・吉田」）という名だったが、劇中では「長老」と呼ばれるのみ。
ドメニコの母（第20話）
声 - ?
ポイントN9の看護婦（第20話）
声 - ?
ポイントN9の通信士の声（第20話）
声 - ?

### ゴドム側
ユルゲンス
声 - 井上真樹夫
太平洋方面軍第一航空機動部隊司令。武人としての誇りを持っていて、ゴドム軍人からも信望が篤かった。
ブルーノアに何度も煮え湯を飲まされ、ブルーノアを倒さない限り地球を手に入れることは出来ないと悟り、宿敵として付け狙うが、ブルーノアを甘く見ていた政敵のガルフやウスリー、ザイデルの干渉や左遷等で、思うように戦う事が出来ず、再びブルーノアとの戦いに立てたのは、ゴドムの連戦連敗による司令官達の戦死によるものと、自身が開発した潜水艦の成功と、ブルーノアの宇宙進出を許した時だった。
第2３話でへーゲラーからザイデルの過ちによって人工惑星ゴドムが死の星になった事で、生き残り兵士達とへーゲラー艦に乗り込んで、第24話でへーゲラーや残ったゴドム人の遺伝子を守る為にブルーノアに最終決戦の一騎打ちを望み、土門に致命傷を負わせるも、真の指揮による逆襲で「我、敗れたり！」と叫んで艦と運命を共にする。
ゾルゲル
声 - 矢田耕司
太平洋方面軍司令長官でユルゲンスの直属の上官。
ユルゲンスがブルーノアに一敗地に塗れた事により、ブルーノアを危険視するが、政敵のガルフの手により、のちアメリカ海峡基地の司令官に左遷されてしまう。
第18話でブルーノアによってアメリカ海峡の要塞ダムを破壊され、要塞共々戦死。
ガルフ
声 - 伊武雅之
地球総督。ザイデルに取り入って、出世を目論み、ゾルゲルやユルゲンスを左遷させてしまい、腹心のウスリーに指揮を任せていた。
しかし、ウスリーもブルーノアに連敗を重ね、第16話でブルーノアの攻撃による南極重力コントロールセンターを壊滅させられ、逃走するものの、へーゲラーによって抹殺される。
ウスリー
声 - 村山明
ガルフの副官、のち2代目の太平洋方面軍司令長官。
ユルゲンスとは対照的に目的の為には手段を選ばない上に姑息な手段を用いてユルゲンスを左遷させ、自らがブルーノアを攻めるものの、結局討ち果たせず、第19話のシイラとブルーノアの挟撃により艦隊は壊滅し、自身はブルーノアの突撃によって艦と共に沈められてしまう。
ヘーゲラー
声 - 佐藤正治
人工惑星内を統べる総督で、北極重力コントロールセンターに赴任し、第16話でのシイラの攻撃を退けた。のちに2代目地球総督に就任。
地球攻撃を主帳する総帥ザイデルに不満を抱いており、ブルーノアの攻撃で人工惑星ゴドムが襲撃され、その時にザイデルが隠匿していた事実を知り、ザイデルを完全に見限り、逆上したザイデルに襲いかかられるが、逆に返り討ちにして、人工惑星ゴドムを地球から離れさせ、新天地に向かおうと決意する。
しかし、時既に遅く、ゴドム人の遺伝子はブルーノアの攻撃で失い、人工惑星ゴドムも制御出来なくなってしまい、絶望したのも束の間、ゴドムは地球に向けて爆走していたが、最後の良心を見せてゴドムを太陽へと向かわせ、真達に誤った指導者を選んだ事でゴドムが滅亡し、地球人がザイデルのような人物を選んで、自分達のように自滅しない事を祈って警告しつつ、ゴドム人滅亡の悲劇のピリオドを打つ役を担った。
ザイテル
声 - 古川登志夫
ゴドムの絶対的独裁者である総帥で、元々は人工惑星ゴドムの設計者の科学者だった。
母星がブラックホールに吸い込まれて消滅した後、人工惑星ゴドムを造り上げ、ゴドム人を救い出した事で、民衆から絶大な支持を受けて権力の頂点に上り詰めたが、その最中でゴドムの致命的な欠陥を見つけるも、権力に取り憑かれてそれを隠匿し、事情を誤魔化すために地球攻撃を命じ、それによって地球は9割もの人命が奪われた。
しかし、それ以降の作戦や計画がブルーノアによって上手く行かず、逆に遺伝子保存されていたゴドム人も死滅し、自らの失敗を秘匿していた事がへーゲラーに知られ、愛想を尽かし、反逆したへーゲラーを殺そうと刃を振るうも、逆に奪い取られ、自らの刃で刺されて死ぬ最期を迎えた。
バルナス
ゴドム最高司令部の将軍。設定ではザイテルの側近だが、登場は第1話のみ。
ゲルベス
ゴドム最高司令部の将軍。バルナスと同じく登場は第1話のみ。設定では小心者とされていた。
ブルーノアの捕虜になった兵士
声 - ?
第９話でブルーノアの捕虜となったゴドム兵士。その際に身体検査を受けて、ゴドム人が地球の大気では生きられない事を突き止められた。
その後、第10話でウスリーからの捕虜交換の申し出でゴドム側に地球人人質と交換する条件で戻されようとしていたが、それは捕虜交換を隠れ蓑にしたウスリーの罠であり、その際に味方からの攻撃で死亡する。
ウスリーの副官（第14話）
声 - ?
アメリカ海峡基地のゾルゲルの副官（第18話）
声 - ?
ヘーゲラーの副官（第19話冒頭）
声 - 大竹宏
ユルゲンスの潜水艦の副官（第20話）
声 - ?
ユルゲンスの潜水艦の兵士（第20話）
声 - ?
北極基地司令官（第21話）
声 - ?
飛行中のブルーノアを発見する兵士（第21話）
声 - ?

### その他
ナレーター
声 - 石原良

## 登場兵器・メカ

### 地球側

#### ブルーノア
土門鋭が艦長を務める基準排水量17万総t、全長360mの超大型可潜戦闘空母（劇中での呼び名は戦略空母）。艦名は『ノアの方舟』より。
本来は、宇宙植民計画が進められていた小惑星帯ブロックが将来、強力な経済力で、地球圏に挑戦してきた場合のための機動戦力として建造された事が、小説版で説明されている。核融合エンジン駆動で最高速度は水上50ノット・水中60ノット。可潜深度は2500mに達する。
左右対称のアングルドデッキとなっている両舷飛行甲板を閉じることで潜水航行が可能。小型潜水艦・シイラと大型戦闘ヘリコプター・バイソンを搭載。後にシイラとバイソンは反重力エンジン搭載に伴い外された。
武装は各種ミサイルや魚雷、ガトリング砲及び対空レーザー砲、ファンネル（煙突部）のフォノンメーザー（超音波銃）、煙突型の中性子ビーム砲など多数。
主な武装は主砲として甲板下から現れ、伸縮式の砲身が伸びる格納型の三連装レーザー砲塔が上甲板に3基（前部2基/後部1基。実質口径140mm）と、艦橋脇に一基ずつある四連装レーザー砲。及び飛行甲板先端に備えられた連装の電磁加速砲。加えてバイソン収納時にはバイソンの単装砲塔だが、潜水時は飛行甲板が閉じるために主砲は使用不可能になる。
また、艦首に本艦の最終兵器である反陽子砲を装備。その威力は極めて大きく、一撃でゴドムの要塞や軌道エレベーターを破壊した。しかし発射までのタイムラグが大きく、また発射後約10分間は全艦の機能が停止する。
第10話で、ウスリー艦隊の攻撃で大打撃を受け、続く第11話ではニュージーランド沖の氷山の中に避難、海中から氷山内をくりぬいて潜り込み、即席ドックとして、修理及び大改修が行われた。
その際、艦の全面に対レーザー装甲が施され、対空レーザー砲塔を設置、艦橋の上のアンテナの形状変更等、外観が若干変わっている。
この時、同時に乗組員の制服シャツも、水色と青のものから、ブルーノア本艦乗組員は薄緑色で緑ネクタイ、清水艦長を除く真らシイラ乗務員は緑色で黄色いネッカチーフと、全体に緑基調のものに一斉変更された。ただし土門艦長は従来のままで、ケイは白いシャツになった。
第20〜21話で、バミューダのポイントN9にて反重力エンジンを装備することで、宇宙空母として、大気圏内外の飛行が可能になる。また、反陽子砲の連続発射も可能となり、上下左右のない宇宙戦闘の為に、艦底部にも連装式対空砲塔が三基追加されている。
艦載機150機を積載。宇宙空母となってからは艦載機も大気圏外を飛行できる宇宙戦闘機に変更された。
この他、小型のホバークラフトや潜水艇を搭載。艦内の工場設備で新たに製作する事も可能である。
ゴドムとの最終決戦に際しては、ブルーノア用の反重力エンジンと並行して建造されていた宇宙戦闘艦3隻が参加、ブルーノアを旗艦として艦隊を編成する。
各艦の艦長はじめ主要な乗組員はブルーノアのメインクルーの一部が転属している。これは、シイラ・バイソンを外したほか、ブルーノアの宇宙空母化改造に当たり、急場しのぎの工事で最低限の与圧区画しか作れなかったため、ブルーノアに以前より少ない人数のクルーしか乗り組めなかったためでもある。
宇宙航行の前に、北極の海底ゴドム基地を攻撃、ゴドム軍が重力コントロール装置で発生させた竜巻を球状艦首に新たに設置した反重力ビームで無効にして基地を撃破した。
宇宙戦では反陽子砲によってゴドム機動防衛艦隊を壊滅させ、ゴドム人工惑星に制御不能と機能不全を起こさせた後、ユルゲンスとの最終決戦では致命傷を受けた土門に代わって真が指揮を採り、真の機転で反陽子砲の射程に入らないユルゲンスの戦術を逆手を採ってユルゲンス艦下部に回り込み、フォノンメーザーの一撃で倒した。

#### シイラ
ブルーノアに合体収容されている潜水艦。全長120m、最高速度は水上35ノット、水中70ノット。艦名はシイラから。
小回りの利かないブルーノアの補助として様々な任務を遂行する。「涙滴型」艦体がブルーノア艦首下部に収容され、収納時はブルーノアの球状艦首となる。
長期に渡る作戦行動も可能であり、単艦での戦闘能力も高い。武装は魚雷、ミサイル、フォノンメーザーなど。他に試作水中戦闘機3機を搭載する。
艦長は第1話でブルーノア戦務長から転属した清水艦長。主な乗員は日下真、土門ケイ、和泉洋、田村道郎、三好勝彦、井上達也、河内山健太。長期行動の場合はコック長のヤコペッティが乗艦する事もある。
反陽子砲使用の際に、戦闘不能状態に陥るブルーノア本体を、分離したシイラが援護する等、一時的な艦隊作戦行動を取ることも可能。
第11話での大規模修理の際、一部改装が施され、潜舵と上甲板の形状が変わった。
第17話で、ブルーノアと別行動を取り、北極の海底ゴドム基地を単独で攻撃した際、清水艦長は戦死。以後は真が指揮を取る。
第20話で、バミューダのポイントN9にて、ブルーノアの宇宙空母化改造に伴いブルーノアから外される。最後はブルーノアを追跡してきてポイントN9に迫ったユルゲンスの潜水艦と交戦、体当たりでこれを撃破。その際の被害で健太は重傷を負い、健太を助けて浸水区画に残ったヤコペッティは戦死してしまう。
その他の乗員は宇宙空母ブルーノアのブリッジ要員として転属した。ただしケイだけは土門艦長の命令で外された。

#### 戦闘ヘリ バイソン
大型戦闘ヘリコプター。全長81m、最高速度300km/h。ヘリコプターと呼称されてはいるがローター（回転翼）は無い。固定翼も無く、ブルーノアの艦載戦闘機と同じく核融合ラムジェットエンジンで飛行する。
機体上部に大型のレーザー砲塔を装備している。ブルーノア艦尾に収容され、収納時は砲塔はブルーノアの副砲として、推進器は補助推力として使用される。また、ポイントN9到着後に改造され、水中潜航も可能になった。
航空戦力として艦載機部隊と連動して行動したり、ポナペ島からの捕虜救出時等の人員輸送や、連絡任務に使用されることもあった。
ブルーノアの宇宙空母化改造に伴い外され、ドメニコの指揮の下、航空隊と共にアフリカ・サハラ砂漠にあったゴドム地球総督府への攻撃に参加。総督府破壊後、地下から出現したゴドム要塞内部に突っ込み、要塞もろとも自爆し、搭乗していたドメニコは戦死した。
なお、劇中では「戦闘ヘリ バイソン」と呼ばれていたが、野村トーイとバンダイから発売されていた玩具やプラモデルには「バイソン」の表記がなく、「戦闘ヘリ」とのみ表記されていた。
本放送当時の玩具のテレビCMでも子供の声で「戦闘ヘリ、発進！」と言っていた。

#### 艦載戦闘機
戦略空母ブルーノアの艦載戦闘機。劇中・玩具・プラモデルとも愛称はなく、単に「艦載戦闘機」と呼ばれていた。翼型はクリップドデルタ、双垂直尾翼。双発の核融合ラムジェットエンジンで飛行する。
普段はブルーノア両舷のフライトデッキ（飛行甲板）内に、翼を畳んで下部からの単一アームに載って収容されており、飛行時にアームが移動してカタパルト付近に運ばれてくる。
カタパルトは左右各フライトデッキ前半分の部分に設けられ、射出時には下階の出口から、斜めに坂を上がって射出され、着艦時にはフライトデッキ後ろ半分の平面に降りていた（直線方向とアングルド・デッキの2方向の滑走路が設けられている）。
ブルーノアには2つの航空隊が設けられており、第1航空隊長はバミューダから飛来したドメニコが、第2航空隊長はポナペ島で救出された飛鷹翔が務めることになる。
なお、劇中第3話にて1度だけ、平賀一臣が航空隊長を務めていた。
機首部分の両側に機銃の発射口らしきものが見られるが、劇中ではそこからミサイルを発射していた。

#### 宇宙戦闘機
宇宙空母ブルーノアの艦載戦闘機。これも愛称は特になし。上記の大気圏内用の艦載戦闘機に代わって、ブルーノアを宇宙空母に改造したバミューダポイントN9で搭載された。
本来は大気圏外用の機体だが、第21話で、宇宙空母となったブルーノアがバミューダから発進した際には、飛鷹翔の指揮の下、バイソンと共に地上のサハラ砂漠にあるゴドム総督府への総攻撃に参加している。
機首の左右にレーザー砲を装備している。

#### ドメニコ機（バミューダから飛来した戦闘機）
第1話で、バミューダのポイントN9からドメニコが搭乗してきた単発エンジンの大気圏内戦闘機。ゴドムに撃墜されて海面に着水していたところをシイラに発見され、ドメニコは救助される。

#### アクロバットチームの戦闘機
ポナペ島の捕虜収容所から救助されたパイロット、飛鷹翔が過去に隊長を務めていた、アクロバットチームの戦闘機。飛鷹の第二航空隊長起用に戸惑う清水らクルーに、土門艦長が見せる映像に登場。

#### 水中戦闘機
シイラに3機が搭載されていた試作水中戦闘機。
第7話では真・ケイ・清水艦長が早い者勝ちで搭乗し、ゴドムのカジキ型ロボット群を撃破する。
第17話では、ゴドムの防潜網に捕らわれたシイラを脱出させるため、清水艦長が搭乗して防潜網に突っ込み、自爆した。
第17話ではなぜか「ビーバー」と呼ばれている。

#### 偵察ビーグル ビーバー
偵察用の小型メカ。深度200mの水圧に耐えられるが、フロントガラスは銃弾で簡単に割れていた。浮上するとホバークラフトの様に飛行する。第12話で、オーストラリアから打ち上げられたロケットの発射地点を探査する際に清水・道郎・達也・健太が搭乗、第19話で真と洋が搭乗、アマゾンの湖の水面偵察に使用した。
なお、劇中のセリフにもあった「ビーグル」は“vehicle”（ビークル＝乗り物）の誤りと推測される。

#### 宇宙戦闘艦
ブルーノア用の反重力エンジンと共にバミューダのポイントN9で建造されていた、宇宙空母ブルーノア護衛のための戦闘艦。1号艦〜3号艦の3隻が造られ、ブルーノアの艦橋クルーだった平賀・松倉・中平の3人が各々の艦長に就任した。

#### 大型イオノクラフト
第1話で真と洋ら理工科学院の学友たち及びケイが搭乗、ゴドムの爆撃を受けた首都・東京から脱出し、ポイントN1のある小笠原諸島へ飛行した。

#### 日下博士のイオノクラフト
定員が乗用車規模の小型イオノクラフト。第1話で、後席に日下博士を乗せ、助手の岩瀬が運転していた。

#### バイオット
第8話で島貫機関長が開発した、ウミガメ型のバイオット（有機部品のみで作られたロボット）。ゴドムの軌道エレベーターを偵察するため、カメラアイ内蔵でブルーノアより発射された。レーダーに生物の反応しか出ないが、ゴドムの自動防衛システムはこのバイオットも破壊する。

#### 長距離ドローン・短距離ドローン
前面にカメラアイを搭載した無人偵察機。画像はブルーノア艦橋のフロントガラス兼映像スクリーンに投影される。劇中、ヘリコプター型と巡航ミサイル型の2種類が登場した。

#### Q弾頭ミサイル
Q弾頭（ヘリウム4、ホウ素11+重水素等、中性子を出さない核融合燃料に高エネルギーレーザーを組み合わせた「レーザー核融合爆弾」）を弾頭に装備したミサイル。第7話でゴドムの艦隊を壊滅させた。
コンピューターがOKを出した後に、担当者がキー部品を用意して発射スイッチをコンソール内から自動で出現させ、艦長含む上級士官3名が同時に発射ボタンを押すことで発射される。
シイラにも小型のものが搭載されていた。

#### ダンバーロック
第19話で、真の指示でケイが発射した、上空から散弾を振り撒くミサイル。ブルーノアの攻撃と共にウスリー艦隊を殲滅。

#### ホーミング魚雷
シイラに装備された目標自動追尾魚雷。

#### チャフ
シイラに装備された、ホーミング魚雷回避のために散布するレーダー乱反射材。

#### 爆雷防御フォノンメーザー
ブルーノアから発射される、爆雷を接近前に爆破する超音波銃（フォノンメーザー）を備えたミサイル。

#### プロペラ機
飛鷹・ドメニコが脱出に使用。

#### 輸送機
第17話で飛鷹が操縦、シイラに救援物資コンテナを投下する。

#### 水中スクーター
第1話と第15話で真が使用した水中スクーター。

#### 拳銃
ブルーノア乗組員用の実弾拳銃。特殊軽合金製でポリゴンバレル採用。作動方式はローラーロッキング・システム。
グリップが日本人向けに小さく造られているため、装弾数はやや少なめの7+1発。弾丸は.357口径マグナム（ケースレス・カートリッジ）で初速は2000発/秒。
一撃でコンクリートブロックを粉砕し、多少距離があっても防弾チョッキを貫通する威力を持つ。

#### 沈没タンカー
第14話で、ゴドム軍の仕掛けた防潜網内に沈没していた地球のタンカー。この船体にブルーノアと同一のエンジンパルス音発生装置を仕掛け、シイラを使って、防潜網の出口付近で待ち構えていたゴドム艦隊の下に差し向ける。

#### 空気発生装置
海水を電気分解して空気を発生させる装置。第14話で沈没タンカー内に仕掛け、船体を海中に浮上させるのに使用。

#### 豪華客船クイーン・オブ・エーゲ号
第15話で、海上を漂流していた豪華客船。既にゴドムの砲撃を受けており、清水や真が調査に乗り込んだ時には、船内は死体の山だった。船体ごと魚雷で沈めて乗員・乗客を水葬に付することになった。その際、発射ボタンを押すのを嫌がる魚雷担当のケイは、真に「このまま晒し者にして、ゴドムに利用されてもいいのかい？」と説得され、発射ボタンを押した。

### ゴドム側

#### ゴドム人工惑星
母星が危機に瀕したゴドム人の総人口を収容し、恒星間航行を続けることが可能な人工天体である。内部にゴドム母星の環境が再現され、半永久的に宇宙を航行できるという機能を誇り、開発者のザイテルは功績により、ゴドム人の最高指導者「総帥」としての地位を獲得した。
その機能に問題がないならば、そもそも地球を侵略し、第二のゴドムとする必要はなかったはずだが、ザイテルの見落としたわずかな計算ミスにより、ゴドム人工惑星の環境調整システムは徐々にその生命維持機能を失い、物語終盤にヘーゲラー、ユルゲンスら地球侵攻軍が帰還した際には、総帥ザイテル以外のゴドム人は誰も生き残っていない死の世界と化していた。あまりの惨状に、ザイテルを詰問したヘーゲラーらは、地球侵攻のすべてが彼の愚行を糊塗するための愚挙だったことを突き止め、ザイテルに詰め寄るが、狂乱したザイテルに襲われて、やむなく殺害した。
ヘーゲラーらは、もはや衛星軌道に占位し続けるすることも不可能となったゴドム人工惑星が地球に衝突するのを防ぐべく、緊急制動装置を作動させ、辛うじてゴドム人工惑星を地球の引力圏から離脱させたが、太陽の引力に捉えられ、ゴドム惑星ごと宇宙に散る。ヘーゲラーは最後の通信として、間違った指導者を選んでしまったゴドム人の悲劇をブルーノアに語り、同じ轍を地球人が踏まないことを、半ば祈り半ば自嘲するかのように忠告して散っていった。
ゴドム人の科学力に関しては、ブルーノアの使用するニュートリノ技術応用の乱数暗号通信を解読し、急速浮上するブルーノアを数分以内に察知し衛星軌道からビーム兵器攻撃をかけてくることや軌道エレベーターの建設を可能にした技術力や、彼らの兵器のコンセプトから地球と類似の兵器思想がうかがえる事から、地球側と類似の思想のもとに組み立てられた学問体系であり、全般的に数世紀分は先行していたものと推測される。
ゴドムの名称はソドムとゴモラから。

#### 機動艦隊
地球の海上に投入されたゴドムの艦隊。大半が海面効果船 であり、時速70ノット以上の高速航行が可能。戦艦。空母。巡洋艦。高速重砲艇。輸送艇等を擁する。他に地球の戦艦を自軍に編入した捕獲艦艇も存在。
戦艦
黒色の艦体を持った海面効果型大型戦艦。三連装大型ビーム主砲を艦首に二基、艦尾に一基。三連装中型ビーム副砲を左右に一基ずつ、艦橋周囲に無数の対空砲を備えている。最高時速70ノット。ユルゲンスの旗艦。ブルーノアのレーザー核融合弾頭攻撃で艦隊を失い、ポナペ島沖で撃沈される。
巡洋艦
ゴドム水上艦隊の主力艦。戦艦のスケールダウン版と言った形状の海面効果型艦船。三連装中型ビーム主砲を艦首に二基、艦尾に一基備え、艦橋基部に対潜用のアスロックミサイルランチャーと数基の対空砲を持つ。最高時速90ノット。ユルゲンス艦隊他、ウスリー艦隊にも配備されており、旗艦護衛が主任務。
空母
双胴型の海面効果型大型空母。飛行甲板舷側に連装ビーム砲を各二基、艦尾に一基。対空砲を計六基備える。ウスリーの旗艦であり、最高時速140ノットの快速を誇る。全通型の飛行甲板を有さないが、その速度から艦載機運用に関して、ほぼ相対速度ゼロで安全に着艦させる事が可能らしい。
高速重砲艇
ゴドム水上艦隊の大半を占める小型艦で、やはり海面効果型。最高時速140ノットを発揮し、重水プラントの哨戒艦や、艦隊護衛艦として使用される。武装は船体と不釣り合いな三連装ビーム主砲が艦首に一基他、対潜魚雷、爆雷等。
輸送艇
ゴドム軍の軽輸送艇。後部露天甲板に貨物を搭載。乗客用にキャビンはあるが舵手は開放式のパイロットハウスに立って操船する。武装は舷側に自衛用機関砲があるのみ。その任務上からかゴドム艦艇には珍しく、海面効果型ではない。ポナペ島で地球人の捕虜を輸送していた。
捕獲艦艇
地球の戦艦を接収して利用した物で非海面効果船。設定上では二種類が確認出来るが、劇中では未使用に終わった。なお、輸送艇を除くゴドム水上艦艇は宇宙船同様の密閉構造で、ゴドム人は宇宙服無しでも活動可能であるが、捕獲艦艇の運用には宇宙服の着用が不可欠と推測される。

#### 要塞重水プラント
海水を汲み上げ、燃料となる重水に加工精製する自航式のフロートプラント。海上石油採掘リグの様な形をしている。単なる工場ではなく、軍事基地としても機能。内部に航空機部隊を擁し、自身も六連装の巨大要塞砲で武装している。同型の物が各地にあるが、内一基はブルーノアの反陽子砲で破壊された。

#### ユルゲンスの潜水艦
第15話にてアメリカ海峡基地で完成。ブルーノア健在を信じるユルゲンスが造らせた潜水艦。武装は艦首の魚雷発射管のみだが、その弾数は多い上にホーミング性魚雷であり、ユルゲンスの指揮で海底火山ギヨや、第20話のバミューダ防衛線でシイラを散々苦しめた。最後はシイラの体当たりを受けて失われる。なお、個艦名称は劇中に出て来ない。DVD-BOXの解説でも「ユルゲンスの潜水艦」とのみ表記。

#### 大気圏内戦闘機
第1話で地球連邦大会議場を奇襲したほか、ユルゲンスも搭乗、シリーズ前半で主力戦闘機として活躍する機体。丸いキャノピーと、その下にクチバシの様に突き出た鋭い部分が特徴。武装は翼端パイロンにミサイル各一発。コクピット後部に四連レーザー砲を搭載。しかし、実際の作画ではレーザー砲は省略される事が多かった。

#### 大気圏内偵察機
高速の非武装偵察機。偵察の他、前線での指揮官機としても使用される。ユルゲンスやゾルゲルが愛用した。

#### 新型大気圏内戦闘機
第13話より登場するシリーズ後半の新型主力戦闘機。ウスリー旗艦の空母艦載機である。扁平な形状のリフティングボディ機で、コクピットはキャノピーを有さない閉鎖型。武装は両翼端のレーザー砲及び、機体底部の爆弾倉。旧型に比較するとかなり大型。劇中では大量の爆雷を投下していた。

#### 大気圏内爆撃機
大型爆撃機。大型レーザー砲四門と大量の爆弾で武装。

#### 雷撃機
単座雷撃機。リフティングボディと双尾翼を持つ。

#### 主力宇宙戦艦
第1話で地球圏を奇襲した宇宙戦艦。全長330m。シリーズ終盤に艦隊を組んで再登場するが、宇宙空母となったブルーノアの反陽子砲攻撃で全滅する。
その際、被弾した1隻 がブルーノアに突っ込んで来るが、松倉艦長の宇宙戦闘艦が体当たりでこれを阻止、同艦とは結果的に相討ちとなってしまう。

#### 宇宙空母
全長900mを越える漆黒の超大型宇宙空母。元々は軍艦ではなく、宇宙探査用の大型調査船を改装した物。その出自故に艦自体は軽武装だが、搭載した艦載機の数は膨大である。物語冒頭に登場。

#### ヘーゲラーの旗艦
ゴドムの宇宙艦隊最後の1艦となった大型宇宙戦艦。艦隊の旗艦であり、ユルゲンスが乗り込むが、本来はヘーゲラーの指揮する艦。ユルゲンスが18人の部下と共に搭乗、火星軌道付近にてブルーノアと対決。戦いはブルーノアの勝利となるが、その代償として土門が戦死する事となった。

#### 軌道エレベーター
地球の衛星軌道上から地上へ物資を輸送する巨大エレベーター。赤道直下のギルバート諸島に建設された。
透明ピンク色の巨大な塔の中を、複数のゴンドラが各々に行き来しており、エレベーターの塔の根元は堅固な要塞基地になっている。
また、塔の周囲には完全な気象制御が施され、破壊後は付近一帯に暴風雨が発生した。
第8話にて、塔の表面はシイラのレーザービームを跳ね返すが、ブルーノアの反陽子砲で破壊され、全体が粉々に砕け散る。道郎の推測によれば、クリスタル状の物質を宇宙空間で塔状に成型し、完成後に釣り降ろしたらしい。
なお、日本のアニメ作品で軌道エレベーターが登場したのは本作が初めてである。

#### 宇宙浚渫艦
第9話冒頭で複数隻が登場。真空の宇宙空間で物体を吸い込む事が可能で、破壊された軌道エレベーターの破片を、掃除機の様に吸い込んでいた。

#### シャトルシップ
軌道エレベーターが破壊された後、宇宙/地上間の物資輸送に用いられた大型の大気圏突入艇。空中母艦的な性格を持ち、機体前面にある二つの発進口から各種航空機を発着させる事が可能。

#### サブマシンガン
ゴドム兵が携帯する短機関銃。地球製の鹵獲兵器である。小口径ケースレス弾を使用し、50連マガジンは水平に差し込まれるMP28と同じ形式。材質は強化プラスチックやグラスファイバーのために見た目よりも軽量。反動も軽く、片手で連射可能。

#### 触媒弾頭ミサイル
ユルゲンスがブルーノアに使用した試作兵器。特殊な触媒の力で水分子を変質させ、海面をすり鉢状にしてしまう。しかし、試作段階であるために持続時間は短い。

#### アメーバ地雷
ポナペ島の捕虜収容所周辺に仕掛けられていた生物兵器。ゴドム人には反応しないが、地球人やその他の物体が上に載ると、アメーバ状の生物が襲い掛かり、飲み込んでしまう。

#### ポリマー硬化爆雷
ゴドムの特殊爆雷。爆発するとリボン状のポリマーが潜水艦に絡み付いて身動きが取れなくなる。シイラに対して使用された。

#### 防潜網
通常の爆雷等の爆発に耐え得る強靭な素材で作られた防潜網。水中に投下された機器から、一瞬にして、シャッターの様に展開させることが可能。
シイラやブルーノアを捕らえ、窮地に陥れる。シイラが捕らえられた際、清水艦長は水中戦闘機に乗り込み、単身、この防潜網に突入、自爆した。

#### ホーミング魚雷
ユルゲンスの潜水艦等に装備されていた、目標自動追尾魚雷。

#### 赤潮爆弾
第13話でウスリーが使用した試作爆弾。海中に投下されると、地球上にいない種類のウイルスが拡散し、大規模な赤潮を発生させる。海水の成分を食料に加工して調理していたブルーノア艦内に食中毒が大発生し、ブルーノアは窮地に陥る。
本来は地球征服後に、生き残った地球人の反乱分子を制圧するために開発された兵器。

#### 機雷・爆雷
艦艇や戦闘機から投下、あるいは前もって海中に仕掛けられた通常の機雷・爆雷。

## 地球側の研究センター群とその所在地
- ポイントN1（海洋開発研究所）：小笠原諸島（南鳥島付近の孤島）
- ポイントN2（太陽系開発センター）：ニューヨーク
- ポイントN3（総合生命科学センター）：モスクワ
- ポイントN4（遺伝子工学研究センター）：ベルリン
- ポイントN5（医学研究センター）：ミラノ
- ポイントN6（サイバネティックス工学センター）：パリ
- ポイントN7（電子工学開発センター）：キャンベラ
- ポイントN8（天文学研究センター）：グリニッジ
- ポイントN9（原子物理学研究センター）：バミューダ

※以下は計画段階でゴドム襲撃により建設が頓挫したという設定で、劇中には登場しない。
- ポイントN10（材料工学研究センター）：赤道の静止衛星軌道上の宇宙空間
- ポイントN11（化学研究センター）：北京
- ポイントN12（時間研究センター）：ナイロビ

## スタッフ
- 企画・原案・製作：西崎義展
- プロデューサー：飯島敬
- チーフディレクター：棚橋一徳、勝間田具治
- 脚本：山本英明、松岡清治、山田隆司
- 総作画監督：小泉謙三
- キャラクターデザイン・作画監督：羽根章悦
- 演出：棚橋一徳
- メカデザイン：銀映社[1]（開田裕治、増尾隆之）
- SF監修・メカ設定：金子隆一
- 音楽（作曲）：平尾昌晃、宮川泰
- 音楽（編曲）：船山基紀
- 美術監督：勝又激
- 撮影監督：菅谷信行
- 音響監督：太田克己
- 編集：菅野順吉、松本高行
- 録音：岩田広一、映広音響
- 効果：スワラプロ、伊藤克己
- 選曲：山本逸美、村田好次
- 演出助手：黒岡彰
- 担当プロデューサー：福尾元夫（よみうりテレビ）、野崎欣宏（アカデミー制作）
- 現像：東映化学
- キャスティング協力：青二プロダクション
- 制作：よみうりテレビ、アカデミー制作

## 主題歌
オープニング・テーマ - 『宇宙空母ブルーノア 〜大いなる海へ〜』
作詞 - 山上路夫 / 作曲 - 平尾昌晃 / 編曲 - 船山基紀 / 歌 - 川崎麻世
エンディング・テーマ - 『夜間航海（ナイト・クルーズ）』
作詞 - 山上路夫 / 作曲 - 平尾昌晃 / 編曲 - 船山基紀 / 歌 - 川崎麻世

## 各話リスト
放送日は東京（日本テレビ）基準。サブタイトル中の「、」は、実際の画面中では「.」で表記されていた。)
| 話数 | サブタイトル           | 脚本              | 絵コンテ                   | 演出           | 作画                                    | 放送日          |
| ---- | ---------------------- | ----------------- | -------------------------- | -------------- | --------------------------------------- | --------------- |
| 1    | 若き獅子たちの誕生     | 山本英明          | 白土武 小泉謙三 勝間田具治 | -              | 小泉謙三、金田伊功 富沢和雄、羽根章悦他 | 1979年 10月13日 |
| 2    | ブルーノア南下す       | 松岡清治          | 川田武範                   | 山口秀憲       | 山口栄夫、椎谷繁 石山卓矢、長嶋正徳     | 10月20日        |
| 3    | サンゴ礁救出作戦       | 松岡清治          | 佐々木正広                 | 佐々木正広     | 佐藤豊、牟田清司 渋谷まゆみ、浜野邦子   | 11月3日         |
| 4    | ゴドム基地の秘密       | 松岡清治          | 森下孝三                   | 岡崎邦彦       | 小幡公春、田中勇 奥田万里、浅沼由紀     | 11月10日        |
| 5    | ゴドムの地球改造計画   | 松岡清治          | 村田四郎                   | 村田四郎       | 石山卓矢、長嶋正徳 羽根章悦、山口栄夫   | 11月17日        |
| 6    | 南海のアダムとイブ     | 松岡清治          | 久野弘                     | 岡崎邦彦       | 村上茂、西崎裕之 三島美千代、林和男     | 11月24日        |
| 7    | 燃える南十字星         | 松岡清治          | 松浦錠平                   | 松浦錠平       | 小幡公春、田中勇 奥田万里、浅沼由紀     | 12月1日         |
| 8    | あの塔を撃て!          | 松岡清治 山田隆司 | 白土武                     | 岡崎邦彦       | 佐藤豊、牟田清司 渋谷まゆみ、浜野邦子   | 12月8日         |
| 9    | 愛と怒りのハリケーン   | 松岡清治          | 高山秀樹                   | かぶらぎときじ | 篠崎俊克、浅沼由紀 伊藤公子、河野宏之   | 12月15日        |
| 10   | 決断のまわり道         | 松岡清治          | 久野弘                     | 本庄克彦       | 白土武、林和男 多田康之、伊藤操         | 12月22日        |
| 11   | あしたへの誓い         | 松岡清治          | 野間喜夫                   | 岡崎邦彦       | 佐藤豊、牟田清司 渋谷まゆみ、浜野邦子   | 12月29日        |
| 12   | ファラ、その愛         | 松岡清治 山田隆司 | かぶらぎときじ             | かぶらぎときじ | 篠崎俊克、浅沼由紀 伊藤公子、河野宏之   | 1980年 1月5日   |
| 13   | 恐怖の赤潮地獄         | 松岡清治 山田隆司 | 小泉謙三                   | 本庄克彦       | 佐藤豊、牟田清司 渋谷まゆみ、浜野邦子   | 1月12日         |
| 14   | 痛快！ダミー作戦       | 松岡清治 山田隆司 | 勝間田具治                 | かぶらぎときじ | 篠崎俊克、浅沼由紀 伊藤公子、河野宏之   | 1月19日         |
| 15   | バミューダからの第一報 | 松岡清治          | 松浦錠平                   | 松浦錠平       | 篠崎俊克、浅沼由紀 伊藤公子、河野宏之   | 1月26日         |
| 16   | 壮烈！北極海突入       | 松岡清治          | 久野弘                     | 本庄克彦       | 村上茂、西崎裕之 三島美千代、林和男     | 2月2日          |
| 17   | 深海の一騎打ち         | 松岡清治          | かぶらぎときじ             | かぶらぎときじ | 小幡公春、田中勇 奥田万里、浅沼由紀     | 2月9日          |
| 18   | アメリカ海峡突破作戦   | 松岡清治          | 小泉謙三                   | 本庄克彦       | 佐藤豊、牟田清司 渋谷まゆみ、浜野邦子   | 2月16日         |
| 19   | アマゾン奇襲作戦       | 松岡清治          | 小泉謙三                   | 岡崎邦彦       | 村上茂、西崎裕之 三島美千代、林和男     | 2月23日         |
| 20   | バミューダ48時間       | 松岡清治          | かぶらぎときじ             | かぶらぎときじ | 小幡公春、田中勇 奥田万里、浅沼由紀     | 3月1日          |
| 21   | いざ、宇宙へ           | 松岡清治          | 岡崎邦彦                   | 本庄克彦       | 佐藤豊、牟田清司 渋谷まゆみ、浜野邦子   | 3月8日          |
| 22   | ゴドムの正体           | 松岡清治          | 松浦錠平                   | 松浦錠平       | 篠崎俊克、浅沼由紀 伊藤公子、河野宏之   | 3月15日         |
| 23   | ゴドムよ、何処へ?!     | 松岡清治          | 小泉謙三                   | 岡崎邦彦       | 林和男、八幡正 伊藤操、三島三千子       | 3月22日         |
| 24   | 地球よ、永遠に!        | 松岡清治          | 小泉謙三                   | 本庄克彦       | 羽根章悦、米山幸子 小笠原輔則、伊藤禎二 | 3月29日         |

第1話は2時間枠のスペシャル番組だったが、放映時間の異なる地方局や再放送のために、第1話を30分枠×4回に分割したバージョンが作られた。DVD-BOXにはスペシャル版・分割版とも収録されており、各サブタイトルは以下の通り。
1. 大宇宙の放浪者
2. 地球の希望はこれだ!!
3. 大危機!ブルーノア
4. 反陽子砲 発射!

## 放送局
※放送日時は1980年3月終了時点、放送系列は放送当時のものとする。
| 放送地域       | 放送局         | 放送日時           | 系列                                         | 備考                               |
| -------------- | -------------- | ------------------ | -------------------------------------------- | ---------------------------------- |
| 近畿広域圏     | 読売テレビ     | 土曜 19:00 - 19:30 | 日本テレビ系列                               | 制作局                             |
| 北海道         | 札幌テレビ     | 土曜 19:00 - 19:30 | 日本テレビ系列                               |                                    |
| 青森県         | 青森放送       | 土曜 19:00 - 19:30 | 日本テレビ系列 テレビ朝日系列                |                                    |
| 岩手県         | テレビ岩手     | 土曜 19:00 - 19:30 | 日本テレビ系列 テレビ朝日系列                |                                    |
| 宮城県         | 宮城テレビ     | 土曜 19:00 - 19:30 | 日本テレビ系列                               |                                    |
| 秋田県         | 秋田放送       | 土曜 19:00 - 19:30 | 日本テレビ系列                               |                                    |
| 山形県         | 山形放送       | 土曜 19:00 - 19:30 | 日本テレビ系列                               |                                    |
| 関東広域圏     | 日本テレビ     | 土曜 19:00 - 19:30 | 日本テレビ系列                               |                                    |
| 山梨県         | 山梨放送       | 土曜 19:00 - 19:30 | 日本テレビ系列                               |                                    |
| 静岡県         | 静岡第一テレビ | 土曜 19:00 - 19:30 | 日本テレビ系列                               |                                    |
| 富山県         | 北日本放送     | 土曜 19:00 - 19:30 | 日本テレビ系列                               |                                    |
| 福井県         | 福井放送       | 土曜 19:00 - 19:30 | 日本テレビ系列                               |                                    |
| 中京広域圏     | 中京テレビ     | 土曜 19:00 - 19:30 | 日本テレビ系列                               |                                    |
| 鳥取県・島根県 | 日本海テレビ   | 土曜 19:00 - 19:30 | 日本テレビ系列                               |                                    |
| 広島県         | 広島テレビ     | 土曜 19:00 - 19:30 | 日本テレビ系列                               |                                    |
| 山口県         | 山口放送       | 土曜 19:00 - 19:30 | 日本テレビ系列 テレビ朝日系列                |                                    |
| 徳島県         | 四国放送       | 土曜 19:00 - 19:30 | 日本テレビ系列                               |                                    |
| 香川県         | 西日本放送     | 土曜 19:00 - 19:30 | 日本テレビ系列                               | 当時の放送免許エリアは香川県のみ。 |
| 愛媛県         | 南海放送       | 土曜 19:00 - 19:30 | 日本テレビ系列                               |                                    |
| 高知県         | 高知放送       | 土曜 19:00 - 19:30 | 日本テレビ系列                               |                                    |
| 福岡県         | 福岡放送       | 土曜 19:00 - 19:30 | 日本テレビ系列                               |                                    |
| 大分県         | テレビ大分     | 土曜 19:00 - 19:30 | フジテレビ系列 日本テレビ系列 テレビ朝日系列 |                                    |
| 福島県         | 福島中央テレビ | 月曜 18:00 - 18:30 | 日本テレビ系列 テレビ朝日系列                |                                    |
| 新潟県         | 新潟総合テレビ | 火曜 18:30 - 19:00 | フジテレビ系列 日本テレビ系列 テレビ朝日系列 | 1980年4月29日まで放送。            |
| 長野県         | 信越放送       | 金曜 19:00 - 19:30 | TBS系列                                      | 1980年4月11日まで放送              |
| 石川県         | 北陸放送       | 木曜 19:00 - 19:30 | TBS系列                                      |                                    |
| 長崎県         | 長崎放送       | 火曜 19:30 - 20:00 | TBS系列                                      | 1980年4月13日まで放送              |
| 熊本県         | 熊本放送       | 木曜 19:00 - 19:30 | TBS系列                                      | 1980年4月17日まで放送              |
| 宮崎県         | 宮崎放送       | 木曜 19:00 - 19:30 | TBS系列                                      | 1980年4月17日まで放送              |
| 鹿児島県       | 南日本放送     | 火曜 19:30 - 20:00 | TBS系列                                      | 1980年4月15日まで放送              |
| 沖縄県         | 琉球放送       | 木曜 19:00 - 19:30 | TBS系列                                      |                                    |

## 玩具・プラモデル・文具
本作品は『宇宙戦艦ヤマト2』に続く野村トーイの“宇宙ロマンシリーズ”第2弾であり、ブルーノアDX合体セットやダイキャスト製の戦闘ヘリ バイソン、コスモガンの金型流用した光線銃のブルーノア レーザーガン、プラモデルのブルーノアが発売された。バンダイ模型からはブルーノア、艦載戦闘機、戦闘ヘリ バイソンのプラモデルが発売されたがゴドムのメカ等は発売されなかった。未使用のボックスアートに、小松崎茂によるブルーノアのスケッチ画が存在する。
ショウワノートからは、文具類が発売された。

## 出版物関係

### 小説版
1980年に集英社のコバルト文庫より、小説版が上・下巻で出版されていた。著者は若桜木虔（わかさき けん）。ポイントN1〜N9建設やブルーノア建造の理由など、テレビアニメでは詳しく説明されていない背景のいくつかが語られている。逆にゴドム側の視点がほぼ完全に割愛されており、ゴドム人も一般兵以外はウスリー、ユルゲンス、ヘーゲラーと、総帥ザイテルが名前で登場するのみである。挿し絵に、宇宙戦艦ヤマト新たなる旅立ちの図版が間違って使われていたページがあった。
TVアニメ版との違いは、登場人物を前述の設定の名前呼びではなく、ヤマトのように名字呼びとなっているところなど。

### コミック版
- テレビランド 1979年11月号-1980年4月号連載 池原しげと
- てれびくん 1979年12月号-1980年3月号連載 森正人
- 小学五年生 1979年12月号-1980年2月号連載 制野秀一
- 1980年4月と7月に朝日ソノラマより、コミック版（全2巻）が出版されていた。著者は津原義明。

### ムック
1980年に立風書房より、ムック「COSMO FANTASY 第1弾/宇宙空母ブルーノア テレフィーチャー版」が定価590円で出版されていた。編集・制作はメカデザイン担当の銀英社。
キャラクターやメカのステッカー集が巻頭に付いており、「オール兵器メカニックカタログ」「全キャラクター人名辞典（名ゼリフつき）」「オールカラー ストーリー」等の内容（全80ページ）。

### 絵本
ひかりのくにより、「ひかりのくにテレビ絵本 宇宙空母ブルーノア1」「ひかりのくにテレビ絵本 宇宙空母ブルーノア ブルーノアのひみつ」が出版されていた。
朝日ソノラマからは2冊出版。うち1冊には主題歌のソノシートが付いていた。
桃園書房から出版された本にはカラーカード16枚が付いていた。

### その他の出版物
1980年に立風書房より、「宇宙空母ブルーノア超百科」が出版されていた。編者は銀英社。
子供向けに、漢字にふりがなを多用した体裁だったが、SF考証を担当した金子隆一による、非常に細かい設定の数々と膨大な用語集が掲載されている。
リイド社より、パーフェクト・メモワール⑥「宇宙空母ブルーノアTV手帳」が発売されていた。発行は昭和55年4月1日。価格は480円。
ストーリー概要、カラー名場面集、設定資料集他が掲載。

## 音楽関係
音楽プロデュースは西崎義展。
主にブルーノア側の音楽及び主題歌は平尾昌晃が作曲、編曲は船山基紀で、一部は宮川泰が編曲を担当した。ゴドム側の音楽はほぼ宮川泰が作曲した。そのほか、上記の「宇宙空母ブルーノア超百科」には、鈴木宏家がクレジットされているが、これは海のトリトンと混同した物と思われる。
演奏したオーケストラ名のクレジットはないが、ギター演奏でヤマトではお馴染みの木村好夫が参加している。

### レコード
1979年11月1日に、CBS・ソニーレコード（現・ソニー・ミュージックエンタテインメント）より、川崎麻世の歌う主題歌2曲を収録したシングル盤（品番:06SH 671）が定価600円で発売された。
1979年12月21日に、CBS・ソニーレコードより、主題歌と劇中BGM計12曲を収録したオリジナル・サウンドトラックLP盤「TVサウンドトラック 宇宙空母・ブルーノア」（品番:CBS 25AH 918）が定価2,500円で発売された。収録曲名は以下の通り。
- A面

1. 大宇宙空間（作曲:平尾昌晃・宮川泰、編曲:宮川泰）
2. 海 キラめく波頭〜怒れる海〜母なるもの（作曲:平尾昌晃、編曲:船山基紀）
3. 宇宙空母・ブルーノア-大いなる海へ-（作詞:山上路夫、作曲:平尾昌晃、編曲:船山基紀、歌:川崎麻世）
4. 真のテーマ 残されたオルゴール〜闘魂（作曲:平尾昌晃、編曲:船山基紀）
5. ケイのテーマ 弧身〜献身（作曲:平尾昌晃、編曲:船山基紀）
6. 愛（作曲:平尾昌晃、編曲:宮川泰）
7. ナイト・クルーズ 海の沈黙（作曲:平尾昌晃、編曲:船山基紀）

- B面

1. ゴドム 人工惑星の停止〜回想〜流離（さすらい）の旅路〜侵略者（作曲・編曲:宮川泰）
2. ブルーノアのテーマ 果てなき航路（作曲:平尾昌晃、編曲:宮川泰、ギター演奏:木村好夫）
3. シイラのテーマ（作曲:平尾昌晃、編曲:宮川泰、劇中未使用）
4. 交戦（作曲:平尾昌晃・宮川泰、編曲:宮川泰）
5. 夜間航海（ナイト・クルーズ）（作詞:山上路夫、作曲:平尾昌晃、編曲:船山基紀、歌:川崎麻世）

シイラ出撃シーンによく掛かった曲や、シイラのハッチ上でクエゼリン島を見詰めるカピラのシーン等に掛かった曲、バイオットが潜入するシーンの曲等の馴染み深い音楽があまり収録されず、逆に使用頻度の小さい音楽が多く収録されている。

### CD
1999年9月22日にソニーレコードから発売されたアルバム「GOLDEN J-POP/THE BEST 川崎麻世」（品番:SRCL-4626、税込2,039円）の10曲目にオープニング主題歌「宇宙空母・ブルーノア-大いなる海へ-」が収録されている。
2008年1月23日にソニー・ミュージックエンタテインメント（GT musicレーベル）から発売のアルバム「ゴールデン☆ベスト 川崎麻世」（品番:MHCL-1276、税込1,980円）の10曲目にオープニング主題歌「宇宙空母・ブルーノア-大いなる海へ-」が、21曲目にエンディング主題歌「夜間航海（ナイト・クルーズ）」が収録されている。
2008年3月11日にソニー・ミュージックダイレクトが運営するインターネット上の廃盤復刻コーナー「オーダーメイドファクトリー」にて、オリジナル・サウンドトラックがCD化（品番:DYCL-76、税込3,150円、2008年2月6日予約締切）され、予約者を対象に通信販売された。収録内容はLPレコードの時と同じ曲目で、未収録BGMの追加収録はなく、ジャケットデザインや解説文もLPとほぼ同一。

## 映像ソフト関係
レーザーディスク
1990年代、ボイジャーエンターテインメントより、設定資料集同梱の7枚組#LD-BOX「宇宙空母ブルーノア PERFECT COLLECTION」が発売された。
DVD
2002年5月24日、第1話4分割バージョンや放映開始前の予告編も収録された5枚組DVD-BOXが税込標準価格31,500円で発売された。品番PIBA-9012、マグネットレーベル、発売元:クリエイティブアクザ、販売元:パイオニアLDC、提供:東北新社、販売専用品。

## その他キャラクター商品
模型・玩具関係
グリコから、おまけの食玩が入った菓子が発売されていた。
家具関係
本放送当時、「ブルーノア学習机」が発売されていた。

## 備考
- 2010年より、日本テレビ系『ズームイン!!SUPER』の「ギモン。」コーナーの見出し画面に、本作でシイラ発進準備時に流れるコンピューター音が使われている。